# Бєлєнький Йосип Самойлович
Йосип Самойлович Бєлєнький (1898, місто Київ, Російська імперія — покінчив життя самогубством 11 листопада 1933, місто Москва, РРФСР, СРСР) — радянський діяч, директор Уральського заводу важкого машинобудування. Член Центральної контрольної комісії ВКП(б) у 1930—1933 роках.

## Біографія
Народився в єврейській родині. Член РКП(б) з 1918 року.
Служив у Червоній армії, воював на Польському та Врангелівському фронтах, брав участь у боротьбі проти повстанців на Північному Кавказі.
З 1922 року — на навчанні. У 1929 році закінчив Московське вище технічне училище імені Баумана, інженер-механік.
У 1929—1930 роках працював у Народному комісаріаті робітничо-селянської інспекції СРСР, займався питаннями реконструкції транспортного машинобудування.
У 1930 році — заступник начальника машинобудівного сектора Вищої ради народного господарства (ВРНГ) СРСР.
З 1930 року працював керуючим об'єднання «Союзтранстехпром».
З липня по листопад 1933 року — директор Уральського заводу важкого машинобудування.
11 листопада 1933 року покінчив життя самогубством в готелі міста Москви.